# Villa Bischoffsheim
La villa Bischoffsheim è un edificio civile privato situato nel comune di Bordighera, in via Romana, in provincia di Imperia.
L'edificio, del XIX secolo e che nel 1896 cambiò nome in villa Etelinda, fa parte degli immobili tutelati dalla Soprintendenza per i Beni Architettonici e Paesaggistici della Liguria.

## Storia

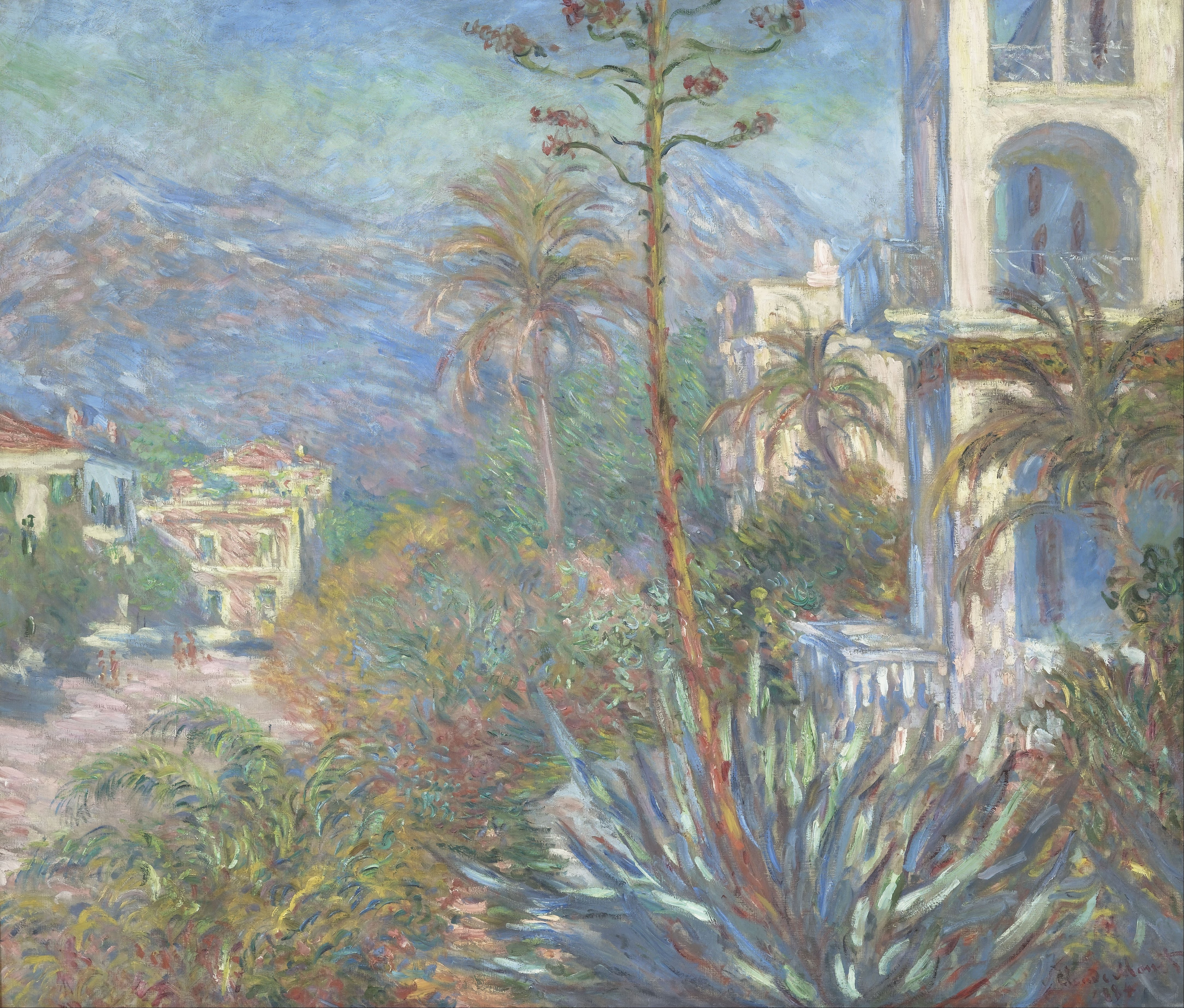
Dipinto di Claude Monet, Les Villas à Bordighera, conservato al museo d'Orsay.

La villa fu costruita a Bordighera sulla via Romana da Raphaël Bischoffsheim, da cui deriva il nome della villa. Bischoffsheim era un banchiere ebreo di origine tedesca-belga che viveva a Parigi. Aveva conosciuto l'architetto Charles Garnier probabilmente grazie al padre, che possedeva un ampio locale vicino al cantiere dell'Opéra, dove talvolta si tenevano dei concerti. Nel 1873 Bischoffsheim incaricò Garnier di costruirgli una villa nella città bordigotta. I primi disegni prevedevano un progetto ambizioso, sia per quanto riguarda la superficie, che gli stili e i materiali. Probabilmente la villa era stata posta in una posizione sopraelevata rispetto all'attuale, sia per poter godere di una vista migliore che per creare un effetto più imponente sui visitatori. Sfortunatamente gli ardori di Bischoffsheim si raffreddarono e durante la progettazione Garnier ricevette l'ordine di ridurre i costi. L'architetto fu dunque costretto a ridurre le dimensioni e alla fine adottò delle soluzioni molto simili a quelle utilizzate per villa Garnier.
Sfortunatamente c'erano stati degli screzi fra il ricco banchiere tedesco e la municipalità di Bordighera. Bischoffsheim aveva avuto dei problemi a far rispettare gli impegni presi nel dicembre 1875, in occasione del prestito fatto alla città per dei lavori sulla via Romana. Bischoffsheim, che aveva acquistato terreni nella zona e che stava costruendo la sua villa, era interessato a che la vecchia mulattiera fosse trasformata in un percorso elegante. Aveva perfino fatto redigere un progetto da Garnier. Il mutuo era stato vincolato al progetto dell'architetto francese, ma il consiglio comunale accettò il mutuo approvando un progetto diverso. Fu solo grazie a una sensibilizzazione dei bordigotti che si ritornò al progetto di Garnier nel giugno del 1877.
Un'ulteriore delusione gli venne dal scarso entusiasmo che aveva suscitato la sua proposta di costruire un osservatorio sul Montenero. Bischoffsheim, indispettito dalle tensioni che si erano create con gli amministratori della città, decise di spostare la sua sfera d'interessi in Francia e fondò l'osservatorio di Nizza nel 1878 che divenne operativo nel 1887.
Del progetto iniziale la villa ha conservato alcuni elementi tra cui la bella torretta, fine e slanciata, elemento che Garnier aveva già utilizzato per la sua villa. Un altro elemento rimasto sono i mosaici policromi della facciata e della torre che ricordano le decorazioni moresche. Particolarmente elegante è il monogramma RB che si trova tra gli archi della piccola loggia, che domina l'entrata alla villa.
L'interno è composto di un grande atrio con un elegante mosaico circolare sul pavimento. Sul lato ovest si trovano il salone e la sala da pranzo, e sul lato est la sala da biliardo. Dall'atrio parte l'imponente scalone che porta al piano superiore ed alle camere..
La villa fu completata nel 1875, Bischoffsheim vi soggiornò per qualche tempo e ricevette numerosi ospiti di prestigio, tra cui sembra anche Louis Pasteur, ma rapidamente mise la villa in affitto. Nel 1879 la futura regina Margherita fu ospite della villa con la madre Elisabetta di Sassonia, duchessa di Genova. Alcuni di coloro che erano stati suoi ospiti affittarono la villa e il 14 aprile 1896 la villa fu acquistata da Lord Claude Bowes-Lyon, XIV conte di Strathmore e Kinghorne, che ne cambiò il nome in villa Etelinda. Il nome della villa fu cambiato per onorare il successo che la sorella, Mildred Marion Bowes-Lyon ottenne con la sua opera Etelinda, presentata per la prima volta a Firenze nel 1894. Lady Mildred fu infatti la prima donna compositrice a portare in teatro una propria opera e per l'epoca fu qualcosa di estremamente audace, infatti il nome del compositore fu reso noto solo dopo la seconda sera di rappresentazione.
La famiglia Bowes-Lyon frequentava già Bordighera da alcuni anni, infatti Claude Bowes-Lyon, XIII conte di Strathmore e Kinghorne era morto a Bordighera il 16 febbraio 1904 all'età di 79 anni. Dal 1910, sua nipote, la futura regina madre d'Inghilterra Elizabeth Bowes-Lyon, verrà regolarmente tutti gli inverni a Bordighera con la famiglia. Più tardi ritornerà con sua figlia, la futura Elisabetta II, per trascorrervi i mesi più freddi, ma alloggeranno a villa Poggio Ponente, che si trova alla periferia di Bordighera, verso Vallecrosia.
Nel 1914 la villa e l'immenso giardino furono venduti alla regina Margherita di Savoia.

## I giardini
I giardini della villa sono stati progettati da Ludwig Winter.

## Curiosità
Il pittore Claude Monet rappresentò la villa in uno dei suoi quadri Les Villas à Bordighera, il quadro del 1884 si trova al museo d'Orsay a Parigi.